# Praça de Espanha (Madri)

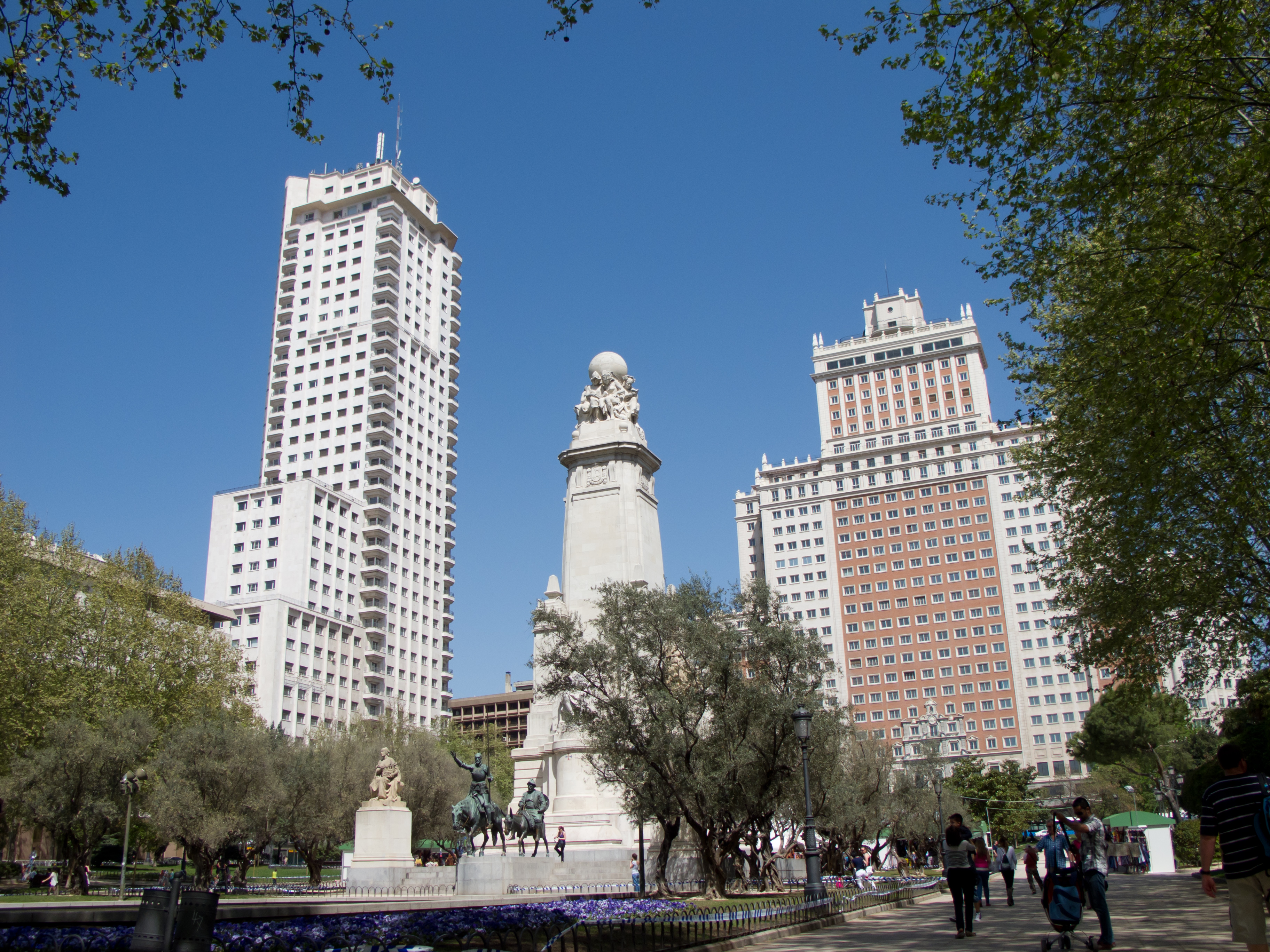
Plaza de España, Madri

A Praça de Espanha (em castelhano Plaza de España) é uma das mais importantes de Madri, de onde sai a Gran Via, principal artéria da cidade. Nas suas redondezas estão dois importantes edifícios da capital espanhola, a torre Madrid e o edifício España.
Contém um conjunto de esculturas que homenageia o escritor Miguel de Cervantes, através de sua famosa personagem Dom Quixote.

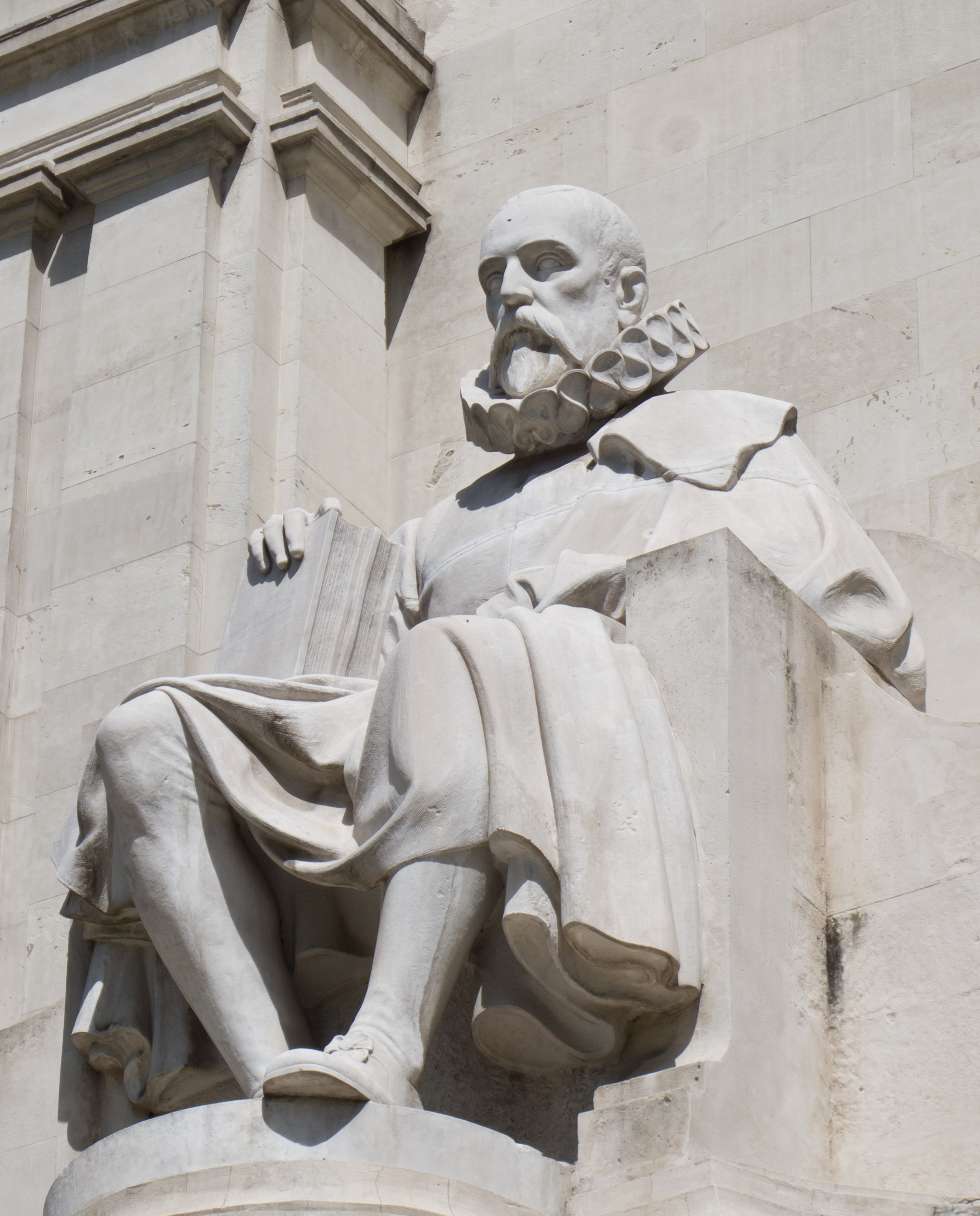
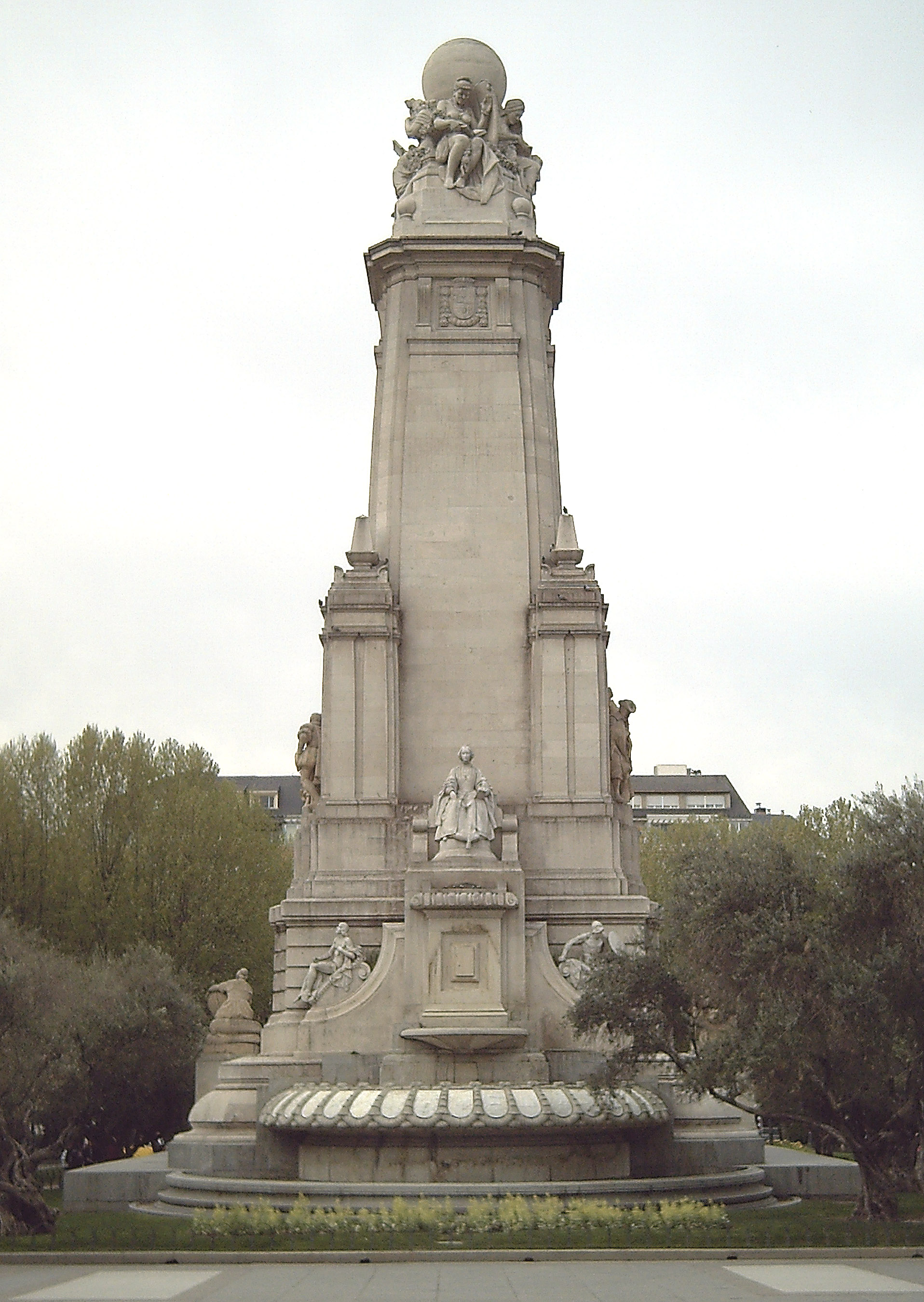
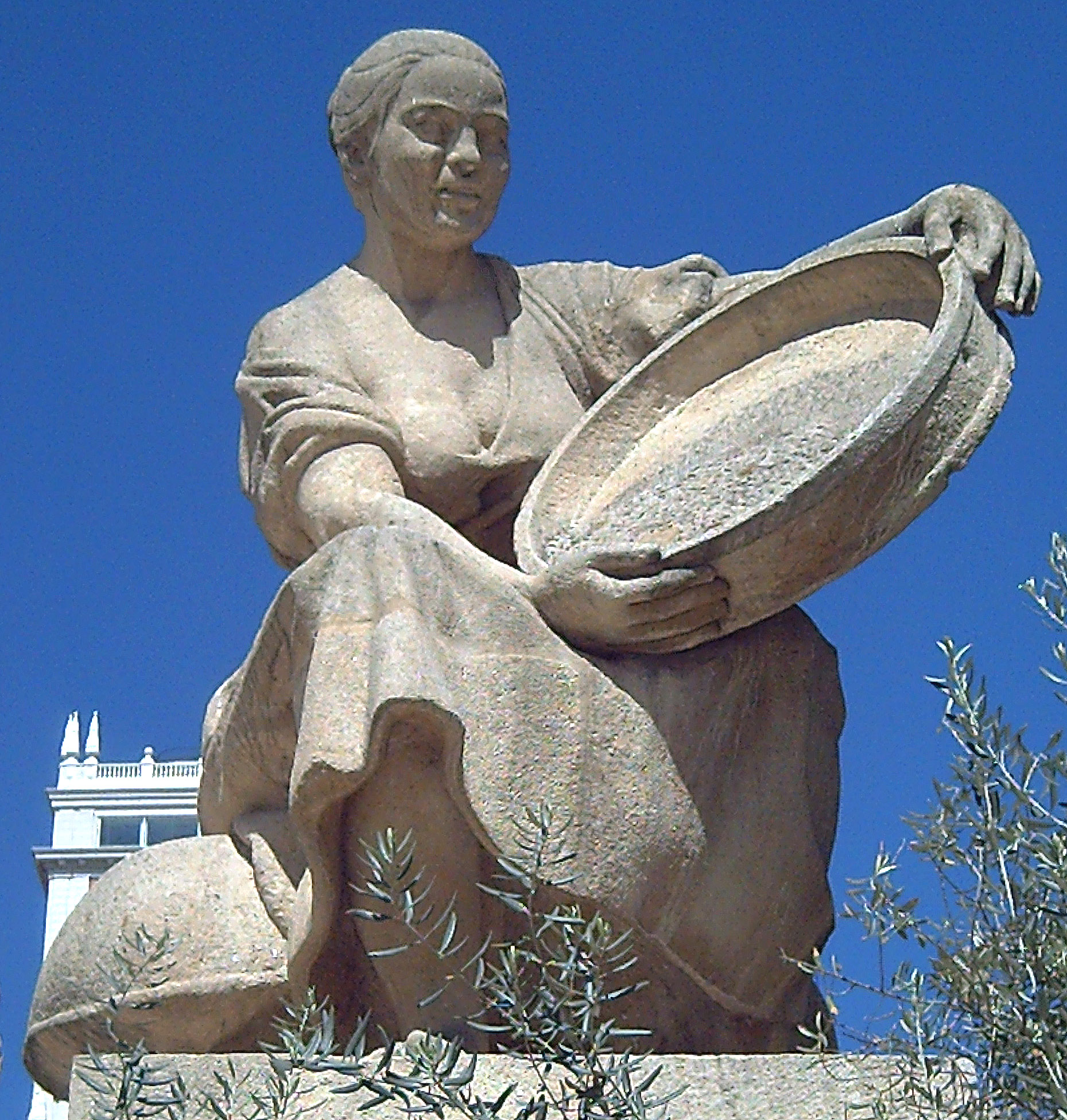
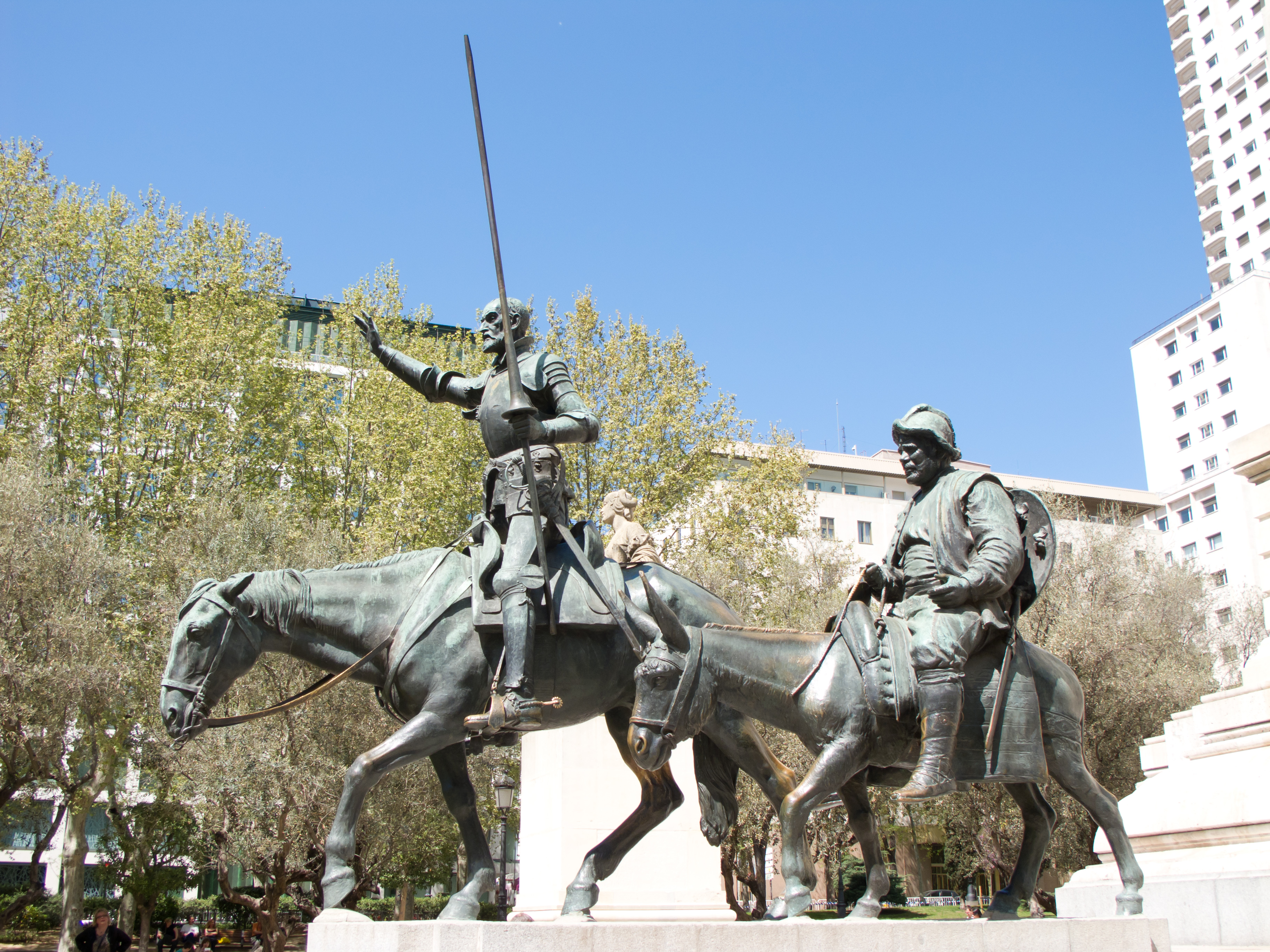